# Provincia de Tboung Khmum
Tboung Khmum o Tbong Khmum, (en camboyano: ខេត្តត្បូងឃ្មុំ, "ámbar") es una provincia (khaet) de Camboya ubicada en las tierras bajas centrales del río Mekong. Limita con las provincias de Kompung Cham al oeste, Kratié al norte, Prey Veng al sur y comparte una frontera internacional con Vietnam al este. Su capital y ciudad más grande es Suong. El nombre de la provincia consta de dos palabras en jemer, tboung (gema, joya preciosa) y khmum (abeja), que juntas significan "ámbar".
La provincia de Tboung Khmum se formó cuando la provincia de Kompung Cham se dividió en dos por un decreto real firmado el 31 de diciembre de 2013 por el rey Norodom Sihamoní por recomendación del primer ministro Hun Sen. La solicitud del gobierno de Hun Sen de dividir la provincia, que aparentemente tenía el propósito de mejorar la eficiencia administrativa en la gran provincia, se realizó después de que el Partido Popular de Camboya (CPP) perdiera la provincia ante la oposición en las elecciones de julio de 2013. El CPP ganó solo ocho de los 18 escaños disponibles en la Asamblea Nacional en la provincia de origen de Hun Sen. Los 10 distritos que quedan en la provincia de Kompung Cham votaron abrumadoramente por el opositor Partido de Rescate Nacional de Camboya, liderado por Sam Rainsy, mientras que cinco de los seis distritos separados de Kompung Cham para formar la provincia de Tboung Khmum fueron ganados sólidamente por el CPP.

## Administración
La provincia se subdivide en 6 distritos y 1 municipio.
| Código ISO | Distrito      | Jemer     |
| ---------- | ------------- | --------- |
| 25-01      | Dambae        | ស្រុកតំបែរ    |
| 25-02      | Krouch Chhmar | ស្រុកក្រូចឆ្មារ |
| 25-03      | Memot         | ស្រុកមេមត់    |
| 25-04      | Ou Reang Ov   | ស្រុកអូររាំងឪ  |
| 25-05      | Ponhea Kraek  | ស្រុកពញាក្រែក  |
| 25-07      | Tboung Khmum  | ស្រុកត្បូងឃ្មុំ  |
| 25-06      | Suong         | ក្រុងសួង     |